# Мохаммед Будраа
Мохаммед Будраа (нар. 31 березня 1994) — алжирський борець вільного та греко-римського стилів, срібний та триразовий бронзовий призер чемпіонатів Африки, бронзовий призер Африканських ігор з вільної боротьби.

## Життєпис
Боротьбою почав займатися з 2008 року. У 2009 році став срібним призером чемпіонату Африки з вільної боротьби серед кадетів. Наступного року став бронзовим призером чемпіонату Африки з греко-римської боротьби серед кадетів, а ще через рік — у 2011 став чемпіоном Африки з вільної боротьби серед кадетів. У 2014 році став бронзовим призером чемпіонату Африки з вільної боротьби серед юніорів.
Того ж року на Середземноморському чемпіонаті з боротьби серед юніорів став чемпіоном з обох видів боротьби.

## Спортивні результати на міжнародних змаганнях

### Виступи на чемпіонатах Африки
| Змагання                         | Збірна | Вагова категорія          | Місце  |
| -------------------------------- | ------ | ------------------------- | ------ |
| Чемпіонат Африки з боротьби 2014 | Алжир  | вільна боротьба, до 70 кг | Бронза |
| Чемпіонат Африки з боротьби 2015 | Алжир  | вільна боротьба, до 70 кг | Срібло |
| Чемпіонат Африки з боротьби 2016 | Алжир  | вільна боротьба, до 74 кг | 5      |
| Чемпіонат Африки з боротьби 2017 | Алжир  | вільна боротьба, до 70 кг | Бронза |
| Чемпіонат Африки з боротьби 2020 | Алжир  | вільна боротьба, до 79 кг | Бронза |

### Виступи на Африканських іграх
| Змагання              | Збірна | Вагова категорія          | Місце  |
| --------------------- | ------ | ------------------------- | ------ |
| Африканські ігри 2015 | Алжир  | вільна боротьба, до 70 кг | Бронза |

### Виступи на Середземноморських іграх
| Змагання                    | Збірна | Вагова категорія          | Місце |
| --------------------------- | ------ | ------------------------- | ----- |
| Середземноморські ігри 2018 | Алжир  | вільна боротьба, до 74 кг | 5     |

### Виступи на Середземноморських чемпіонатах
| Змагання                                     | Збірна | Вагова категорія          | Місце  |
| -------------------------------------------- | ------ | ------------------------- | ------ |
| Середземноморський чемпіонат з боротьби 2016 | Алжир  | вільна боротьба, до 70 кг | Срібло |
| Середземноморський чемпіонат з боротьби 2018 | Алжир  | вільна боротьба, до 74 кг | Бронза |

### Виступи на інших змаганнях
| Змагання                                 | Збірна | Вагова категорія          | Місце |
| ---------------------------------------- | ------ | ------------------------- | ----- |
| Турнір Дана Колова — Николи Петрова 2014 | Алжир  | вільна боротьба, до 70 кг | 11    |
| Гран-прі Парижа з боротьби 2015          | Алжир  | вільна боротьба, до 70 кг | 14    |
| Турнір Яшара Догу 2015                   | Алжир  | вільна боротьба, до 70 кг | 26    |
| Турнір Дана Колова — Николи Петрова 2017 | Алжир  | вільна боротьба, до 70 кг | 25    |

### Виступи на змаганнях молодших вікових груп
| Змагання                                                   | Збірна | Вагова категорія                 | Місце  |
| ---------------------------------------------------------- | ------ | -------------------------------- | ------ |
| Чемпіонат Африки з боротьби серед кадетів 2009             | Алжир  | вільна боротьба, до 54 кг        | Срібло |
| Чемпіонат Африки з боротьби серед кадетів 2010             | Алжир  | греко-римська боротьба, до 63 кг | Бронза |
| Чемпіонат Африки з боротьби серед кадетів 2010             | Алжир  | вільна боротьба, до 63 кг        | 5      |
| Африканські молодіжні ігри 2010                            | Алжир  | греко-римська боротьба, до 85 кг | 4      |
| Літні юнацькі Олімпійські ігри 2010                        | Алжир  | вільна боротьба, до 63 кг        | 6      |
| Чемпіонат Африки з боротьби серед кадетів 2011             | Алжир  | вільна боротьба, до 63 кг        | Золото |
| Чемпіонат світу з боротьби серед юніорів 2012              | Алжир  | вільна боротьба, до 66 кг        | 27     |
| Середземноморський чемпіонат з боротьби серед юніорів 2014 | Алжир  | вільна боротьба, до 74 кг        | Золото |
| Середземноморський чемпіонат з боротьби серед юніорів 2014 | Алжир  | греко-римська боротьба, до 74 кг | Золото |
| Чемпіонат світу з боротьби серед юніорів 2014              | Алжир  | вільна боротьба, до 74 кг        | 15     |